# Pål Arne Fagernes
Pål Arne Fagernes (8. juni 1974 i Asker - 4. august 2003 i Moss) var en norsk spydkaster og bokser. Som junior, konkurrerede Fagernes på nationalt plan i cykling, atletik og langrend.

## Spydkastning
Som spydkaster fik han 4.-plads i VM 1999. Han kastede 86,24 meter og satte dermed norsk rekord. Under kvalificeringen til OL i Sydney i 2000 forbedrede han sin norske rekord til 86,74 meter. I finalen kom rekorden op på 83,04 meter og han blev nummer ni. Fagernes vandt fire guldmedaljer i norgesmesterskaberne, og modtog kongepokalen i 2002. Han var også med i OL 1996 i Atlanta. Han nåede imidlertidlige aldrig helt op i sportsverdenen, mest på grund af udenomsportslige problemer.
Han fik sin internationale debut i atletik under European Cup 1994, og deltog under OL 1996, VM 1997 og 1998 EM uden at nå finalerunderne. Hans internationale gennembrud kom under 1999 VM i Sevilla, hvor han blev nr. fire samtidig med at han satte en norgesrekord på 86.24 m. Under Sommer-OL 2000 i Sydney hævede han rekorden til 86.74 m. i den indledende runde. I finalen kastede han 83.04 og endte som nr. 9. Hans karrieres bedste kast var på 86.74.
Han vandt hans første medalje i NM 1994. Han blev norsk mester i 1996, 1998, 1999 og 2002.

## Øvrige karriere
Fagernes vandt sin eneste kamp som professionel bokser, mod slovakiske Peter Simko. Han vandt han på teknisk knockout efter 25 sekunder. Han boksede i sværvægtsklassen.
Han vandt også 72 nationale konkurrencer i langrend, seks kredsmesterskaber i langrend og næsten 30 cykel/offroad-løb – inklusiv et løb i Norgescup. I 1990 kastede han en snebold 81,46 meter under det uofficielle norgesmesterskab på Bislett. Han repræsenterede Asker Skiklubb i langrend og atletik (IK Tjalve fra 1995).

## Personlige problemer
Senere med årene blev Fagernes' sportslige karriere skæmmet af personlige problemer. I 2000 blev han fængslet i 18 dage for at lade en beruset person køre sin bil. I 2001, kort efter at han trak sig fra VM 2001 af disciplinære årsager, blev han taget med kokain under en politirazzia. Han blev dog senere frikendt for dopinganklager. I april 2003 blev han anholdt for hærværk efter at han gik på taget af en bil i Oslo.

## Død
Pål Arne Fagernes omkom i en bilulykke på E6 i Østfold, da hans bil kolliderede med en lastbil. Han døde kun 29 år gammel. Hans norske rekord i spydkast bestod indtil juni 2005 da Andreas Thorkildsen kastede 86,82 meter under et stævne i Finland. Thorkildsen har senere forbedret rekorden yderligere.

## Større turneringer
| År   | Turnering | Sted     | Land       | Placering | Resultat     |
| ---- | --------- | -------- | ---------- | --------- | ------------ |
| 1996 | OL        | Atlanta  | USA        | 13.       | 79,78 m      |
| 1997 | VM        | Athen    | Grækenland | 20.       | 75,66 m      |
| 1998 | EM        | Budapest | Ungarn     | 16.       | 77,54 m      |
| 1999 | VM        | Sevilla  | Spanien    | 4.        | 86,24 m (NR) |
| 2000 | OL        | Sydney   | Australien | 9.        | 83,04 m      |

## Norgesmesterskaber
| År   | Sted         | Arena                | Medalje | Resultat     |
| ---- | ------------ | -------------------- | ------- | ------------ |
| 1994 | Jessheim     | Jessheim stadion     | Sølv    | 72,34 m      |
| 1995 | Lillehammer  | Stampesletta         | Sølv    | 74,06 m      |
| 1996 | Kristiansand | Kristiansand stadion | Guld    | 77,04 m      |
| 1998 | Askøy        | Ravnanger            | Guld    | 84,46 m (MR) |
| 1999 | Byrkjelo     | Byrkjelo stadion     | Guld    | 79,74 m      |
| 2002 | Sandnes      | Sandnes stadion      | Guld    | 81,25 m      |